# 윌리엄 멜링
윌리엄 멜링(William Melling, 1994년 11월 30일 ~ )은 잉글랜드의 배우이다.